# 贝努埃州
贝努埃州（英文：Benue State）是奈及利亞36州之一，首府马库尔迪。2006年人口為4,253,641，族群構成主要為蒂夫族、艾多瑪人和艾格德人。貝努埃州是個農業州，主要種植物為橘子、芒果、地瓜、木薯、大豆、高粱、亚麻、山药、芝麻、大米、花生和棕榈树。